# Drew Blickensderfer
Andrew Blickensderfer, conocido como Drew Blickensderfer o simplemente Blick, es un jefe de equipo de NASCAR que actualmente trabaja como tal en el coche n.º 34 de Front Row Motorsports. El origen de su mote Blick se debe a que su apellido es muy complejo y, según él, "es mucho más fácil que la gente me llame Blick". 

## Trayectoria
Blickensderfer se aficionó por el automovilismo en su infancia, cuando iba con su tío y su abuelo a carreras locales. Sin embargo, él no estaba interesado en pilotar los coches, sino en prepararos y arreglarlos. 

### Inicios y Roush Fenway Racing
Blickensderfer empezó a trabajar como el mecánico que cambiaba los neumáticos traseros del coche n.º 1 de Dale Earnhardt, Inc., más tarde empezó a trabajar en Bill Davis Racing y en 2003 pasó a ser parte de los mecánicos de los coches n.º 60 de Roush Racing en la NASCAR Xfinity Series y del coche n.º 6 del mismo equipo en la NASCAR Cup Series. En 2007 se convirtió en el jefe de equipo del coche º17 de Roush Racing en la NASCAR Xfinity Series. Ese año logró ganar dos carreras siendo el piloto Matt Kenseth. La temporada siguiente fue el jefe de equipo de Carl Edwards en dicha categoría durante las últimas 19 carreras del año, en las que Edwards consiguió cinco victorias. El piloto de Rosuh Racing le daba a Blickensderfer el control total de los reglajes del coche.
Su labor dio un salto de calidad en la temporada de 2009, después de haber sido nombrado como jefe de equipo del coche nº17 de Roush Fenway Racing en diciembre del año anterior. De este modo, Blickensderfer empezó a trabajar como jefe de equipo del campeón de 2003 de la NASCAR Cup Series, Matt Kenseth. Su arranque de temporada fue fantástico, pues ganó la primera carrera de la que jefe de equipo, que además era la joya de la corona, las 500 Millas de Daytona, volvió a ganar en la segunda carrera, en California Speedway, motivo por el cual empezó a ser llamado "Mr.Perfect".
Tras la disputa de la Daytona 500 de 2010, fue reasignado al departamento de desarrollo de Roush Fenway Racing, al mismo tiempo que trabajaba como jefe de equipo de Carl Edwards en las Xfinity Series. En 2011 se convirtió en el jefe de equipo de David Ragan, y juntos ganaron las 400 Millas de Daytona de se año.

### Múltiples movimientos
En 2012 comenzó la temporada de las Cup Series siendo jefe de equipo de Jeff Burton, pero después de sufrir muchísimo durante la temporada, en octubre abandonó su puesto con tres carreras para acabar para ser el jefe de equipo durante esas tres carreras restantes y toda la temporada de 2013 de Marcos Ambrose en Richard Petty Motorsports. Continuó como jefe de equipo de RPM hasta mayo de 2005, cuando fue sustituido.
Luego pasó a ser el jefe de equipo de Jeb Burton en las Xfinity Series hasta que el equipo en el que trabajaba, JGL Racing, cerró operaciones a mediados de 2016.

### Front Row Motorsports

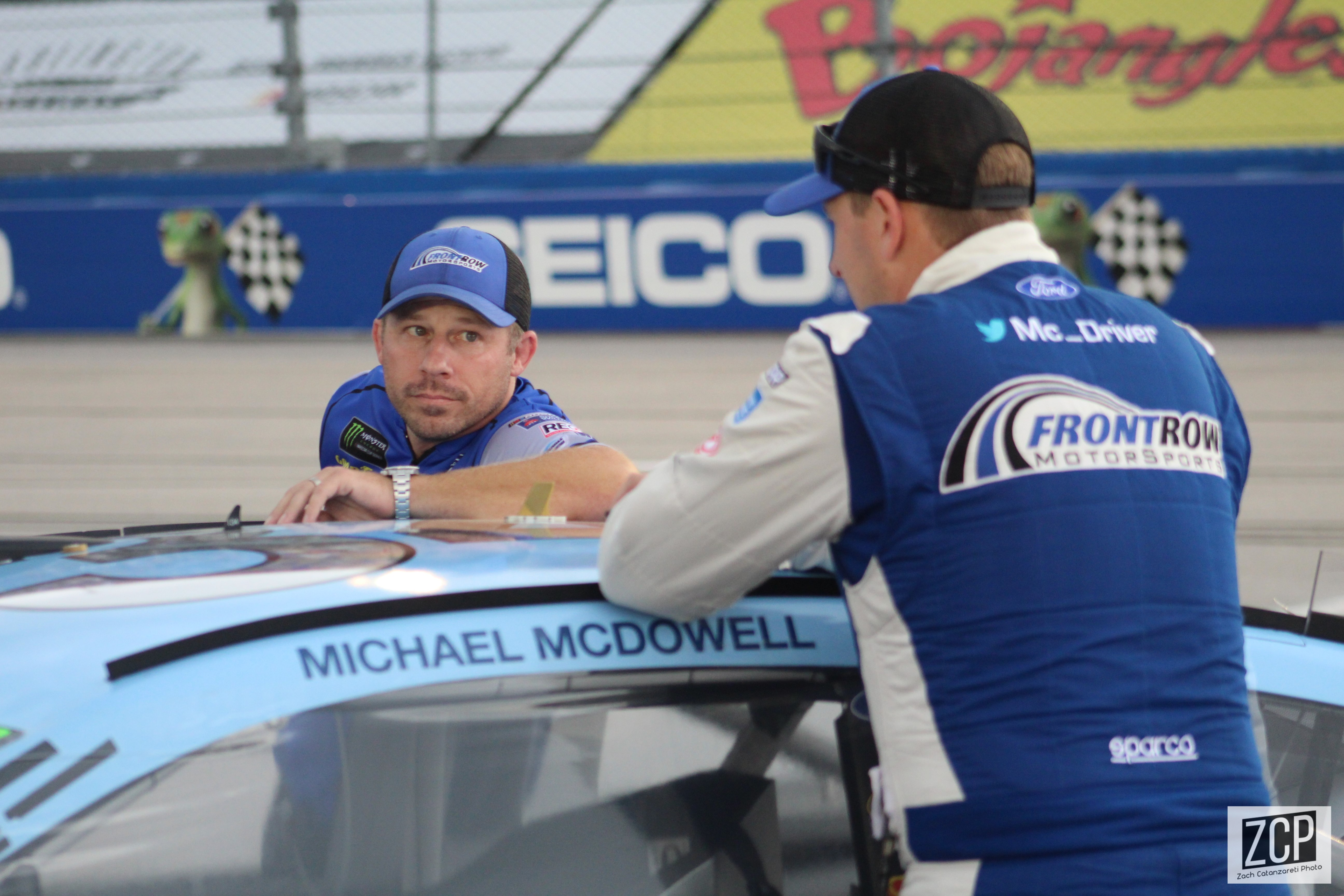
Blickensderfer, junto a McDowell, en las 500 Millas Sureñas de Darlington de 2019.

En 2019 fue nombrado jefe de equipo del coche n.º 34 de Front Row Motorsports. Fue un año muy duro, pues el equipo decidió abrir un tercer coche pese a tener muy pocos recursos, lo que lastró el rendimiento global de la escudería. Así, McDowell acabó 27.º en la general.
La temporada siguiente, la de 2020, fue mucho mejor. Junto a su piloto Michael McDowell lograron acabar 23.º en la clasificación general, lo que supuso el mejor resultado en la general de dicho piloto hasta entonces, del mismo modo que fue la temporada en la que McDowell logró acabar en el top-10 más veces (4).
En 2021, repitiendo en el #34 de FRM, logró su segunda victoria en la Gran Carrera Americana, que también fue la primera victoria de McDowell en las Cup Series. Luego lograron acabar 8.º y 6.º las dos carreras siguientes, siendo la racha de más top-10 consecutivos tanto en la carrera de McDowell como en la historia de Front Row Motorsports.

## Palmarés como jefe de equipo
Cinco victorias en la NASCAR Cup Series.
Dos victorias en las 500 Millas de Daytona (2009 y 2021).